# Uíge
Uíge (do 1975 Carmona) – miasto w północno-zachodniej Angoli, ośrodek administracyjny prowincji Uíge. Według danych szacunkowych z 2020 roku liczy 511 tys. mieszkańców i należy do najszybciej rozrastających się miast Afryki.

## Historia
Od 1945 do połowy lat pięćdziesiątych Uige rozrosło się z małego miasteczka targowego w północno-zachodniej Angoli do głównego centrum produkcji kawy w kraju. Po raz pierwszy zasiedlone przez portugalskich kolonistów, miasto zostało przemianowane w 1955 roku na Carmona, na cześć byłego prezydenta Portugalii Óscara Carmony. Jednak po wybuchu wojny domowej w Angoli w 1975 roku, kiedy osadnicy uciekli, nazwę miasta zmieniono z powrotem na Uige.